# デュッセルドルフ行政管区
デュッセルドルフ行政管区（またはデュッセルドルフ県、Regierungsbezirk Düsseldorf）は、ドイツ連邦共和国のノルトライン＝ヴェストファーレン州を構成する行政管区の一つ。
ノルトライン＝ヴェストファーレン州は5つの行政管区によって構成されている。そのうち、デュッセルドルフ行政管区は州の北西部に位置している。行政管区の西はオランダ国境である。
デュッセルドルフ行政管区を構成する郡は以下の通り。
1. クレーヴェ郡（ドイツ語版）（Kleve）
2. メットマン郡（ドイツ語版）（Mettmann）
3. ライン・ノイス郡（ドイツ語版）（Neuss）
4. フィーアゼン郡（ドイツ語版）（Viersen）
5. ヴェーゼル郡（ドイツ語版）（Wesel）

デュッセルドルフ行政管区の郡独立市は以下の通り。
1. デュースブルク（Duisburg）
2. デュッセルドルフ（Düsseldorf）
3. エッセン（Essen）
4. クレーフェルト（Krefeld）
5. メンヒェングラートバッハ（Mönchengladbach）
6. ミュールハイム・アン・デア・ルール（Mülheim an der Ruhr）
7. オーバーハウゼン（Oberhausen）
8. レムシャイト（Remscheid）
9. ゾーリンゲン（Solingen）
10. ヴッパータール（Wuppertal）

## 引用
1. ↑  Bevölkerung der Gemeinden Nordrhein-Westfalens am 31. Dezember 2023 – Fortschreibung des Bevölkerungsstandes auf Basis des Zensus vom 9. Mai 2011